# Giovanni Battista Tommasi
Giovanni Battista Tomassi (Crotone, 6 oktober 1731 - Catania, 13 juni 1805) was grootmeester van de Orde van Malta in 1803 tot aan zijn dood twee jaar later.

## Biografie
Op twaalfjarige leeftijd werd Tomassi naar Malta gezonden als page van grootmeester Manuel Pinto de Fonseca. Later kreeg hij het bevel over de marine van Malta. In 1803 werd hij door paus Pius VII op aanbeveling van de Russische tsaar en de koning van Napels aangewezen als grootmeester van de Orde van Malta. Hij vestigde zich op Sicilië, aanvankelijk in Messina en vervolgens in 1804 in Catania. Na de dood van Tomassi werd de functie van grootmeester overgenomen door Innico Maria Guevara-Suardo als luitenant-grootmeester. Tomassi was vrijmetselaar en een der oprichters van een vrijmetselaarsloge.